# Kevin Reynolds (filmrendező)
Kevin Hal Reynolds (Waco vagy San Antonio, 1952. január 17. –) amerikai filmrendező és forgatókönyvíró.
Rendezőként több filmben együtt dolgozott Kevin Costner színésszel: Fandangó (1985), Robin Hood, a tolvajok fejedelme (1991), Rapa Nui – A világ közepe (1994), Waterworld – Vízivilág (1995). Szintén ő rendezte a Costner főszereplésével készült A Hatfield-McCoy viszály (2012) című minisorozatot. 
Egyéb rendezései közé tartozik a Monte Cristo grófja (2002) és a Feltámadás (2016).

## Filmográfia

### Film
| Év   | Magyar cím                       | Eredeti cím                   | Feladatkör | Feladatkör | Megjegyzések |
| Év   | Magyar cím                       | Eredeti cím                   | Rendező    | Író        | Megjegyzések |
| ---- | -------------------------------- | ----------------------------- | ---------- | ---------- | ------------ |
| 1980 |                                  | Proof                         | Igen       | Igen       | rövidfilm    |
| 1984 | Vörös hajnal                     | Red Dawn                      | Nem        | Igen       |              |
| 1985 | Fandangó                         | Fandango                      | Igen       | Igen       |              |
| 1987 | Vad vizek                        | White Water Summer            | Nem        | Nem        | akciórendező |
| 1988 | Háborús fenevad                  | The Beast                     | Igen       | Nem        |              |
| 1991 | Robin Hood, a tolvajok fejedelme | Robin Hood: Prince of Thieves | Igen       | Nem        |              |
| 1994 | Rapa Nui – A világ közepe        | Rapa-Nui                      | Igen       | Igen       |              |
| 1995 | Waterworld – Vízivilág           | Waterworld                    | Igen       | Nem        |              |
| 1997 | 187                              | One Eight Seven               | Igen       | Nem        |              |
| 2002 | Monte Cristo grófja              | The Count of Monte Cristo     | Igen       | Nem        |              |
| 2006 | Trisztán és Izolda               | Tristan & Isolde              | Igen       | Nem        |              |
| 2016 | Feltámadás                       | Risen                         | Igen       | Igen       |              |

### Televízió
| Év   | Magyar cím               | Eredeti cím        | Megjegyzések                     |
| ---- | ------------------------ | ------------------ | -------------------------------- |
| 1986 |                          | Amazing Stories    | rendező (1 epizód)               |
| 2012 | A Hatfield-McCoy viszály | Hatfields & McCoys | minisorozat rendezője (3 epizód) |

## Fordítás
- Ez a szócikk részben vagy egészben  a   Kevin Reynolds (director) című angol Wikipédia-szócikk fordításán alapul.  Az eredeti cikk szerkesztőit annak laptörténete sorolja fel. Ez a jelzés csupán a megfogalmazás eredetét és a szerzői jogokat jelzi, nem szolgál a cikkben szereplő információk forrásmegjelöléseként.